# Charles Royds

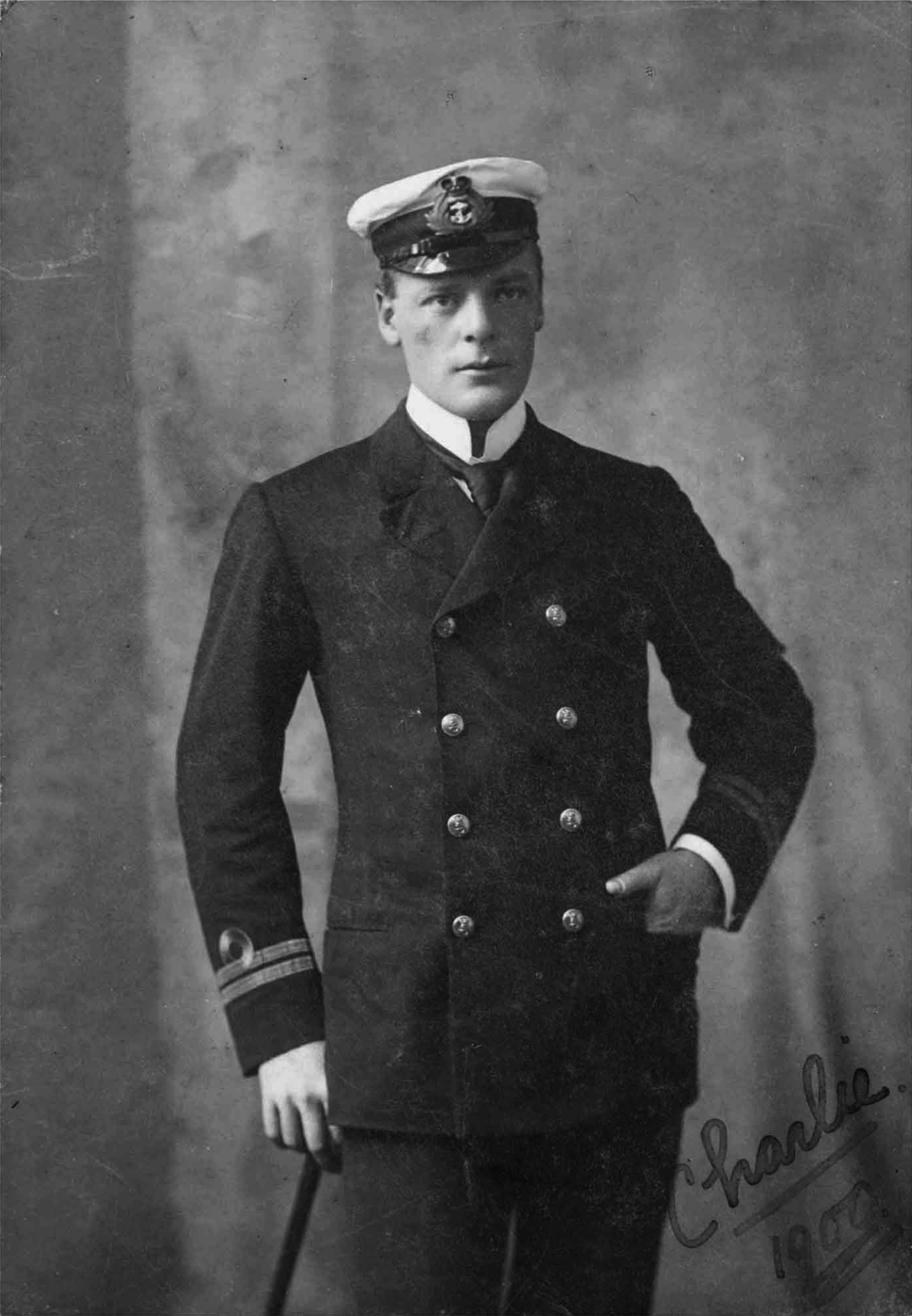
Charles Royds (1900)

Sir Charles William Rawson Royds KBE (* 1. Februar 1876 in Rochdale, Lancashire; † 5. Januar 1931 in London) war ein Offizier der Royal Navy, der später für die Metropolitan Police in London tätig war. Er war Teilnehmer der Discovery-Expedition in die Antarktis unter der Führung von Robert Falcon Scott, wo das Kap Royds nach ihm benannt wurde.

## Leben
Nach dem Besuch der Eastman’s Royal Naval Academy in Southsea begann er im Juni 1892 seine Ausbildung zum Seekadetten auf der HMS Conway. Zwei Monate später war er auf dem Kreuzer HMS Immortalité, der für die Kanal-Flotte eingesetzt war. Als Midshipman diente er auf den Kreuzern HMS Australia und HMS Barfleur. Im September 1896 wurde er zum Sub-Lieutenant befördert. 1897 versah er seinen Dienst auf dem Kreuzer HMS Champion. 1898 wurde er bereits zum Lieutenant befördert. Mit ein Grund dafür war sein geschicktes und umsichtiges Verhalten als Kommandant eines Bootes, das einen in der Baltischen See über Bord gegangenen Mann rettete. 1899 segelte er zu den Westindischen Inseln an Bord der HMS Crescent.
Von 1901 bis 1904 war Royds als First Lieutenant auf der RRS Discovery ein Teilnehmer der Discovery-Expedition. Neben seiner Tätigkeit in Verbindung mit dem Schiff war er dort mit der Meteorologie betraut, nachdem er 1900 eine entsprechende Ausbildung in der Wetterwarte auf dem Ben Nevis absolviert hatte. In den Aufzeichnungen zur Discovery-Expedition wird zudem sein musikalisches Talent erwähnt: Während Gottesdiensten spielte er Harmonium und beim Abendessen Piano. Scott bezeichnete sein Spiel beim Abendessen, als wichtigen Faktor dafür, dass jeder beim Essen in guter Stimmung war. Royds' Onkel war bereits Teilnehmer der vorherigen Discovery-Expedition in den 1870er Jahren gewesen.
Nach der Expedition versah er seinen Dienst auf dem Schlachtschiff Bulwark im Mittelmeer, un 1907 auf der King Edward VII in der Kanalflotte. Im Juni 1909 wurde er Executive Officer im Rang eines  Commanders. Im Januar 1911, nunmehr Erster Executive Officer, versah er seinen Dienst auf dem Schlachtschiff Hercules und im August 1913 auf der Iron Duke, einem neuen Kriegsschiff und gleichzeitig das Flaggschiff von Admiral Jellicoe.
Am 31. Dezember 1914 wurde Royds zum Captain ernannt und wurde 2. Kapitän der Flotte (Flag Captain) unter Admiral Sir Stanley Colville, für Orkney und Shetland. Bereits sechs Monate später erhielt er das Kommando über das Schlachtschiff HMS Emperor of India, ein schon recht wichtiges Kommando für einen recht jungen Kapitän. Dies Kommando behielt er bis Januar 1919. Für seine Verdienste im Ersten Weltkrieg wurde er am 3. Juni 1919 mit dem Order of St. Michael and St. George ausgezeichnet. Nach kurzer Dienstzeit in Dover, war er vom 2. Januar 1921 bis zu ihrer Schließung Mai 1921 Captain des Royal Naval College Osborne. Ab dem 17. Mai 1921 war er Direktor für Training und Sport in der Admiralität, wobei er seinen älteren Bruder Percy (später ebenfalls Admiral) in dieser Tätigkeit ablöste. Sein letzter Einsatz für die Royal Navy war vom Oktober 1923 bis 15. Oktober 1925 als Commodore der Royal Naval Barracks in Devonport.
Am 1. Januar 1926 folgte er auf Sir James Olive als Assistant Commissioner „A“ und Deputy Commissioner des Metropolitan Police Service. Im März des gleichen Jahres schied er bei Royal Navy im Rang eines Rear Admiral aus. Drei Jahre später, am 3. Juni 1929, erhielt er den Knight Commander of the Order of the British Empire (KBE). 1930 wurde er noch zum Vize-Admiral der Reserve erhoben.
Am 5. Januar 1931 starb er an einem Herzinfarkt in London während der Proben zu einem Strauss-Ball im Savoy Hotel, der dort zwei Tage später stattfand.

## Privatleben
Der langaufgeschossene Royds war mit Marguerite Makowski verlobt, die er bereits vor der Discovery-Expedition kennengelernt hatte, als er ihre Brüder in Mathematik unterrichtet hatte. Erzählungen von Makowski zufolge, wurde die Verlobung gelöst, da Royds Eltern die Beziehung der beiden nicht akzeptiert hatten.
Boyds heiratete am 5. Oktober 1918 die ehemalige Schauspielerin Mary Louisa Blane (1881–1949). Sie war von 1904 bis zur Scheidung 1906 mit Guy Ivo Sebright (1883–1912) verheiratet gewesen. Charles Royds und seine Ehefrau hatten eine Tochter, Minna Mary Jessica Royds (1919–1992).